# Treasure Houses of England
Die Treasure Houses of England bilden ein Konsortium für kulturelles Erbe, das in den frühen 1970er Jahren für neun der bedeutendsten, noch in privater Hand befindlichen sog. „Großen Landhäuser“ (stately homes) in England gegründet wurde. Seine  Hauptaktivität liegt auf den Gebieten Marketing und Werbung, um die Anwesen gemeinsam als touristische Attraktionen zu erschließen. Gegenwärtig gehören der Gruppe zehn Gebäude an. Dies sind (zusammen mit ihren historischen Eigentümern):
- Beaulieu Palace House (Dukes of Montagu; jetzt im Besitz von Lord Montagu of Beaulieu)
- Blenheim Palace (Dukes of Marlborough)
- Burghley House (The Cecil family; jetzt im Besitz des Burghley House Preservation Trusts)
- Castle Howard (Earls of Carlisle; jetzt im Besitz von The Honorable Simon Howard)
- Chatsworth House (Dukes of Devonshire)
- Harewood House (Earls of Harewood)
- Hatfield House (Marquesses of Salisbury)
- Holkham Hall (Earls of Leicester)
- Leeds Castle (jetzt im Besitz der Leeds Castle Foundation)
- Woburn Abbey (Dukes of Bedford)